# Чемпионат мира по фехтованию 1923
Чемпионат мира по фехтованию в 1923 году прошёл в Гааге (Нидерланды). На момент проведения он считался европейским турниром, а статус чемпионата мира ему был присвоен задним числом в 1937 году.

## Общий медальный зачёт
| Место | Страна     | Золото | Серебро | Бронза | Всего |
| ----- | ---------- | ------ | ------- | ------ | ----- |
| 1     | Нидерланды | 2      | 1       | 1      | 4     |
| 2     | Франция    | 0      | 1       | 1      | 2     |
| Всего | Всего      | 2      | 2       | 2      | 6     |

## Медалисты
| Дисциплина              | Золото           | Серебро          | Бронза                 |
| ----------------------- | ---------------- | ---------------- | ---------------------- |
| Шпага Личное первенство | Ваутер Браувер   | Адрианус де Йонг | Роже Дюкре             |
| Сабля Личное первенство | Адрианус де Йонг | Марк Перродон    | Хенри Вейнолди-Даниэлс |